# 6519 Giono
6519 Giono (1991 CX2) là một tiểu hành tinh vành đai chính được phát hiện ngày 12 tháng 2 năm 1991 bởi Elst, E. W. ở Đài thiên văn Haute-Provence.